# Szilassy Etelka
Szilassy Etelka, névváltozat: Szilasi Etel, született: Schreier Etel (Szentes, 1883. szeptember 27. – Budapest, Józsefváros, 1933. március 6.) színész- és énekesnő.

## Életútja
Schreier János és Rozner Janka leánya. Horváth Zoltán színészképző iskolájának elvégzése után 1903-ban Miskolcon, Németh József színtársulatánál lépett először színpadra. Miskolcról Kecskemétre, majd Győrbe szerződött. Innen a budapesti Magyar Színházba ment, ahol mint társulati tag a Hajdúk hadnagyában a kadét, a Drótostótban Zsuska és Mici, a Koldusgrófban Jessy szerepét játszotta. A Magyar Színházból Sopronba, majd Debrecenbe szerződött mint szubrett-primadonna és népszínműénekesnő.
Schreier családi nevét 1907-ben Szilasira változtatta. 1919. július 2-án Budapesten, a Józsefvárosban feleségül ment Gyenis Ede színészhez, majd visszavonult a színpadtól. Esküvői tanúik Dezsőffy László és Zerkovitz Béla voltak. Halálát asztma, szívbénulás okozta.

## Fontosabb szerepei
- János vitéz (címszerep)
- Elvált asszony (címszerep)
- A víg özvegy (címszerep)
- Finum Rózsi (Tóth Ede: A falu rossza)
- Török biróné (Csepreghy Ferenc: A piros bugyelláris)